# Eleccions legislatives macedònies de 1998
Les eleccions legislatives macedònies de 1998 se celebraren a dues voltes el 18 d'octubre i l'1 de novembre del 1998. per a renovar els 120 membres de l'Assemblea de la República de Macedònia. El vencedor fou la VMRO–DPMNE i el seu cap Ljubco Georgievski fou nomenat primer ministre de Macedònia.

## Resultats
Resultat de les eleccions d'5 de juliol de 1998 per a l'Assemblea de la República de Macedònia
| Partit                             | Líder               | Vots      | %     | Escons |
| ---------------------------------- | ------------------- | --------- | ----- | ------ |
| VMRO–DPMNE                         | Ljubco Georgievski  | 312,627   | 28.10 | 49     |
| Unió Socialdemòcrata de Macedònia  | Branko Tsrvènkovski | 279,795   | 25.15 | 27     |
| PDP-PDPA-NDP                       | Iljaz Halimi        | 214,360   | 19.26 | 24     |
| Alternativa Democràtica            | Vasil Tupurkovski   | 119,351   | 10.73 | 13     |
| LDP-DPM                            | Petar Goshev        | 77,788    | 6.99  | 4      |
| SPM-PCERM-TDP-DPPRM-SDAM           | Zlatka Popovska     | 52,284    | 4.70  | 1      |
| Partit Democràtic dels Serbis      | Dragisha Miltek     | 14,930    | 1.34  | 0      |
| VMRO-DOM                           | Tomislav Stevkovski | 11,577    | 1.04  | 0      |
| Partit Unit dels Roma a Macedònia  | Vanco Peshevski     | 5,967     | 0.54  | 1      |
| MAAK-KP-MA-DP                      | Strasho Angelovski  | 5,596     | 0.50  | 0      |
| VMRO-DP                            | Vladimir Golubovski | 3,746     | 0.34  | 0      |
| Partit Civil-Liberal de Macedònia  | Boris Gegaj         | 3,393     | 0.30  | 0      |
| Grup de Votants                    | Todor Petrov        | 2,762     | 0.25  | 0      |
| Lliga dels Comunistes de Macedònia | Angele Mitreski     | 2,756     | 0.25  | 0      |
| Partit Socialcristià de Macedonia  | Vasil Risteski      | 2,186     | 0.20  | 0      |
| Partit Comunista de Macedònia      | Todor Pelivanov     | 2,058     | 0.18  | 0      |
| Partit dels Treballadors           | Gjuro Keshkec       | 1,528     | 0.14  | 0      |
|                                    | Total               | 1,112,704 | 100%  | 120    |